# San Pawl il-Baħar
San Pawl il-Baħar, també conegut com St. Paul's Bay, en anglès, és un municipi de Malta. En el cens de 2005 tenia 13.412 habitants i una superfície de 14,5 km². Deu el seu nom a l'estada de Pau de Tars a l'illa de Malta.

## Vegeu també

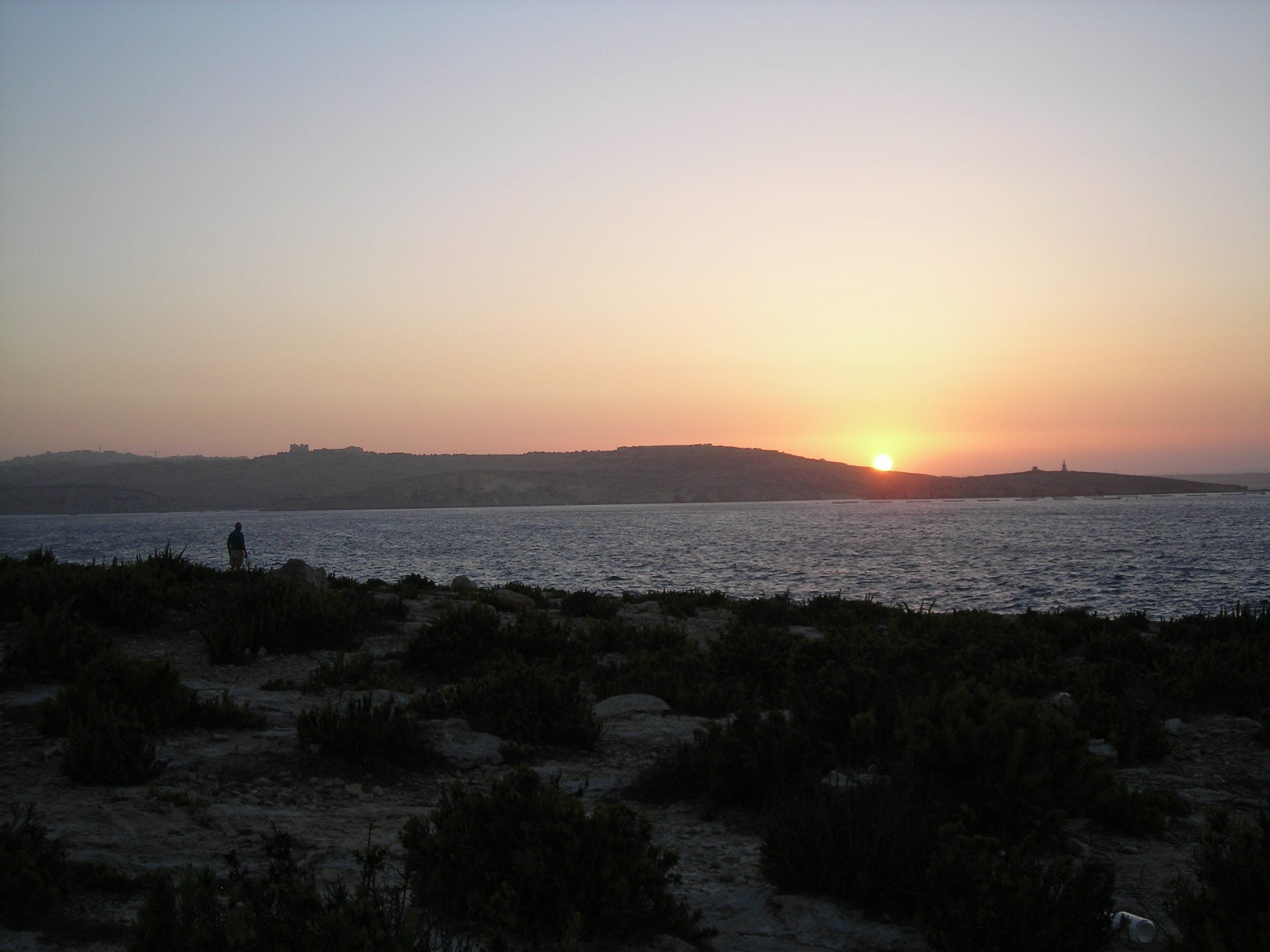
Sortida del sol sobre St. Paul's Bay.